# In the Shadow of the Cobra
In the Shadow of the Cobra (cu sensul de În umbra cobrei) este un film american de acțiune thriller din 2004 care a fost regizat de Ted Nicolaou după un scenariu de Ira Schwartz. A fost inspirat de filmul din 1981, Indiana Jones și căutătorii arcei pierdute, regizat de Steven Spielberg.

## Prezentare
Profesorul arheolog britanic Hyde-White a descoperit un obiect antic care ar putea arăta drumul către templul pierdut din Faramundi. Înainte de a începe o expediție, Hyde-White este răpit de Philipe Gallo, care vrea să jefuiască comorile templului. Jake Whitcomb (James Acheson), unul dintre studenții profesorului, îi găsește notițele, printre care se află și o copie a hărții.
Legenda spune că este nevoie de muzică pentru a afla secretele templului, așa că Jake solicită ajutorul muzicologului Samantha Kincaid (Sean Young). Împreună cei doi merg în India, unde se duc la curatorul muzeului Kabir. Aici se găsește un obiect muzical care poate să producă notele potrivite. Apoi pornesc în căutarea profesorului și a templului.

## Distribuție
- Sean Young - Samantha Kincaid
- James Acheson - Jake Whitcomb
- Rutger Hauer - Philipe Gallo
- Michael O'Hagan - Profesor Hyde-White
- Gulshon Glover - Kabir
- Mel Johnson jr. - Russell
- Greg Joelson - Michael